# 克莱孟一世
聖克勉一世（拉丁語：Sanctus Clemens PP. I；約1世紀—99年），也被稱為“罗马的克勉”，罗马的克莱门特，新教译作“羅馬的革利免”，用來跟同名的亞歷山大的革利免作區分。他於88年4月26日－99年11月23日年间任教宗，天主教會的传统一般认为他是第四任教宗，也是基督教早期的使徒教父之一。

## 介紹

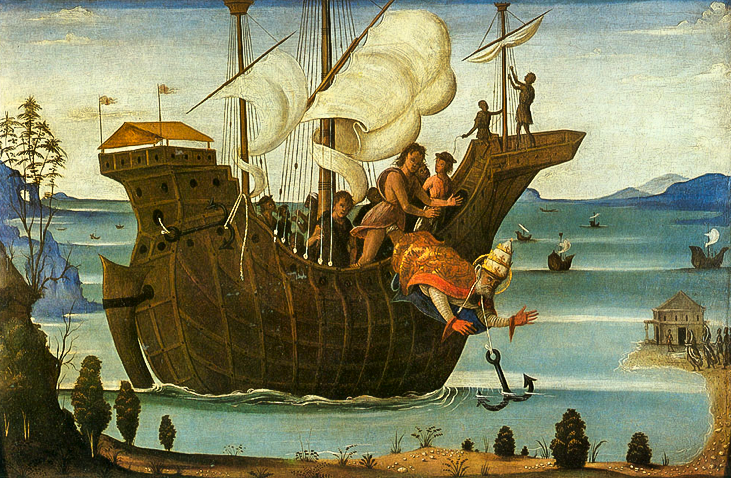
文艺复兴时期意大利画家伯纳迪诺·科加所绘的《克萊孟的殉道》

关于克萊孟的生平的记载并不多。可以肯定的是，克莱孟曾经在公元1世纪末曾经担任过罗马主教。他于大约公元96年在罗马给哥林多的教会写了一封信，史称《克莱孟一书》或《克莱孟前书》，在信中他想用规劝的方式来弥合基督徒之间的分歧。克莱孟在当时很有很高的美誉，以至于有些人把一些著作说成是克莱孟的手笔，比如《克莱孟二书》。从他的书信中可以看出，克莱孟不但通晓古希腊罗马文化，完全熟悉圣经七十士譯本，而且有优秀的领导能力。
尽管保禄在《斐理伯书》第4章第3节提到「因为她们曾伴随我为福音而奋斗，与克萊孟以及我的其他的同事一样」，但是并没有证据表明他就是克萊孟一世。他可能曾经是罗马执政官 T. Flavius Clemens（罗马皇帝图密善的表兄）的奴隶，而后成为自由人。在《黑马牧人书》中也曾提到克萊孟的工作是联系各个教会。这也是支持他就是給哥林多教會书信作者的证据。
据《教宗名录》（Liber Pontificalis），克萊孟认识聖伯多禄，并且写作了两封书信（所謂的《克萊孟二書》并非克萊孟作品）。根据愷撒利亚的优西比乌的记载， 克莱孟在罗马传教九年之后，将教宗之位传给立德 。他于圖拉真在位的第三年（100年）去世于希腊。 根据源自9世纪的传统说法，克萊孟于100年11月23日在克里米亚殉道。当时圖拉真下令将克萊孟绑在铁锚上沉入大海。

## 著作

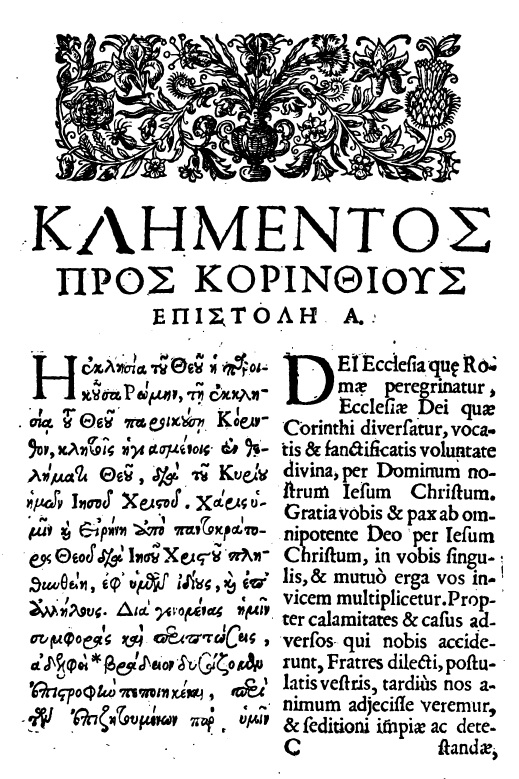
《克萊孟一書》的希腊文原文（左）和拉丁文译文（右）

他約在96年代表羅馬的教會寫信給哥林多的教會，稱為《克萊孟一書》。這是唯一能確定是他所寫的文字。這書信是實用性質的，主要是討論造成教會分裂的惡行，與促進教會合一的美德。
這封信件是新约之外現存最古老的基督教文獻之一，在哥林多教會中與其他書信一起被閱讀。這封信被認為是使徒繼承原则的最早確認。
所謂的《克萊孟二書》是一篇作于2世纪的讲道录，并非克萊孟作品，对于其作者的真实身份，学界至今未有定论。

## 譯名列表
- 克肋孟一世：思高本圣经《斐理伯书》第4章第3节 作“克肋孟”
- ：梵蒂冈广播电台 及 天主教香港教區禮儀委員會：禧年專頁（页面存档备份，存于） 作。
- 一世：香港天主教教區檔案　歷任教宗 作。
- 克雷芒一世：《大英簡明百科知識庫》2005年版[永久]、《世界人名翻譯大辭典》1993年版作“克雷芒”。
- 羅馬的革利免：中華信義神學院：古教父選集 作“革利免”。